# Жиротопка (заказник)
Заказник «Жиротопка» (рос. Заказник «Жиротопка») — Російський державний біологічний заказник регіонального значення, розташований на території Астраханської області Південного федерального округу. Має особливе значення для збереження і відновлення природних комплексів та їхніх компонентів і підтримки екологічного балансу.

## Географія
Заказник розташований на території Сизобугорської сільради Володарського району, у дельті Волги нижче села Сизий Бугор. Через центральну частину заказника протікає єрик Жиротопка, я що і дав назву резервату.

## Історія
Резерват був утворений 9 квітня 2007 постановою уряду Астраханської області № 124-П з метою збереження та відтворення об'єктів тваринного і рослинного світу, занесених до Червоних книг Росії та Астраханської області, а також середовища їхнього проживання і підтримки цілісності угрупувань, що склались на даній території.

## Біоценоз
У заказнику охороняються птахи орлан-білохвіст, пугач звичайний (філін; на зимуванні), кулик-довгоніг (ходулочник), чоботар (шилодзьобка), серед рослин водяний горіх (чилім, рогульник астраханський). Мисливські види — кабан. Найпоширенішими ґрунтами в межах заказника є глинисті з вкрапленнями дрібнозернистого піску та ракушняку, місцями повністю піщані. По берегам проток зростає верба біла, на високих місцях — тополя та ясен. У нижньому ярусі поширені ожина, їжачка пряма (Spargánium eréctum), бульбокомиш морський (Bolboschoenus maritimus), сусак зонтичний, стрілиця, частуха подорожникова (Alisma plantago-aquatica), комиш озерний та комиш тригранний, пирій повзучий, рогіз вузьколистий, очерет.

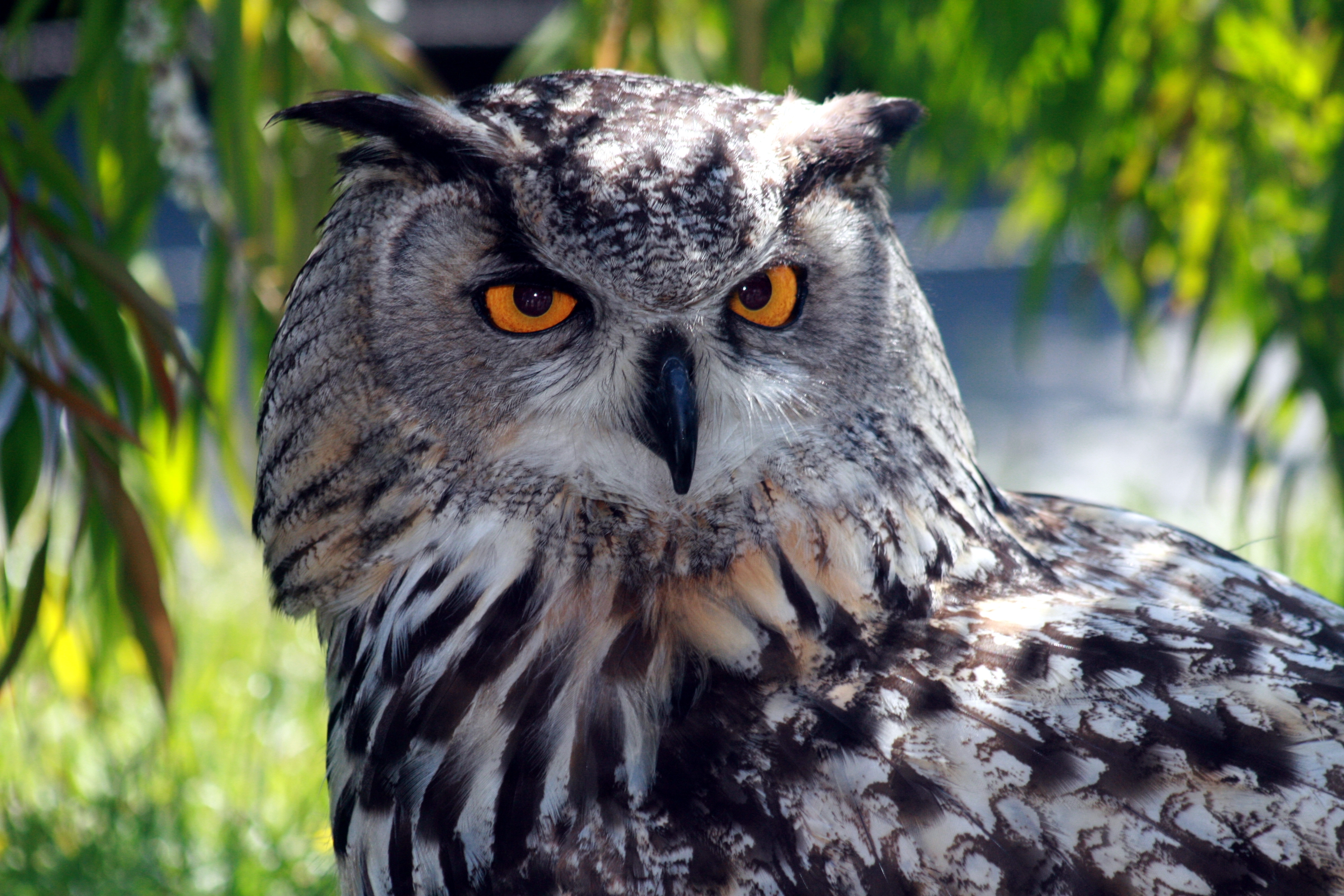
Пугач звичайний (філін)
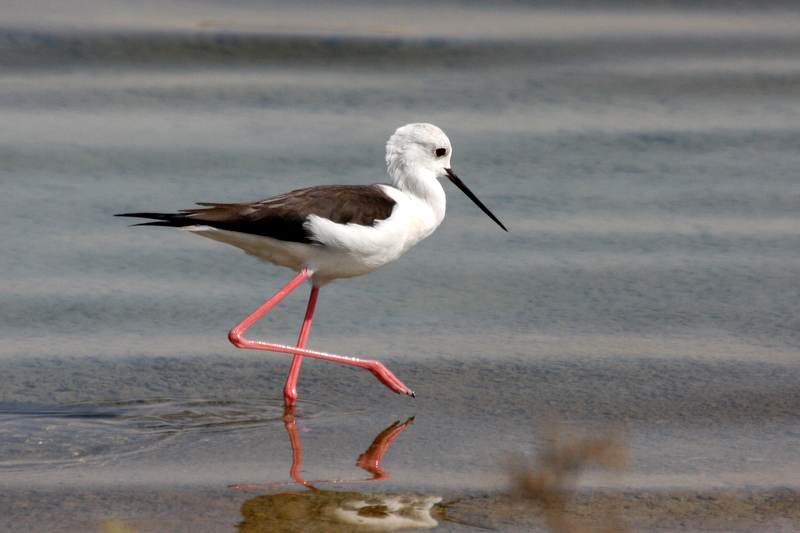
Кулик-довгоніг (ходулочник)
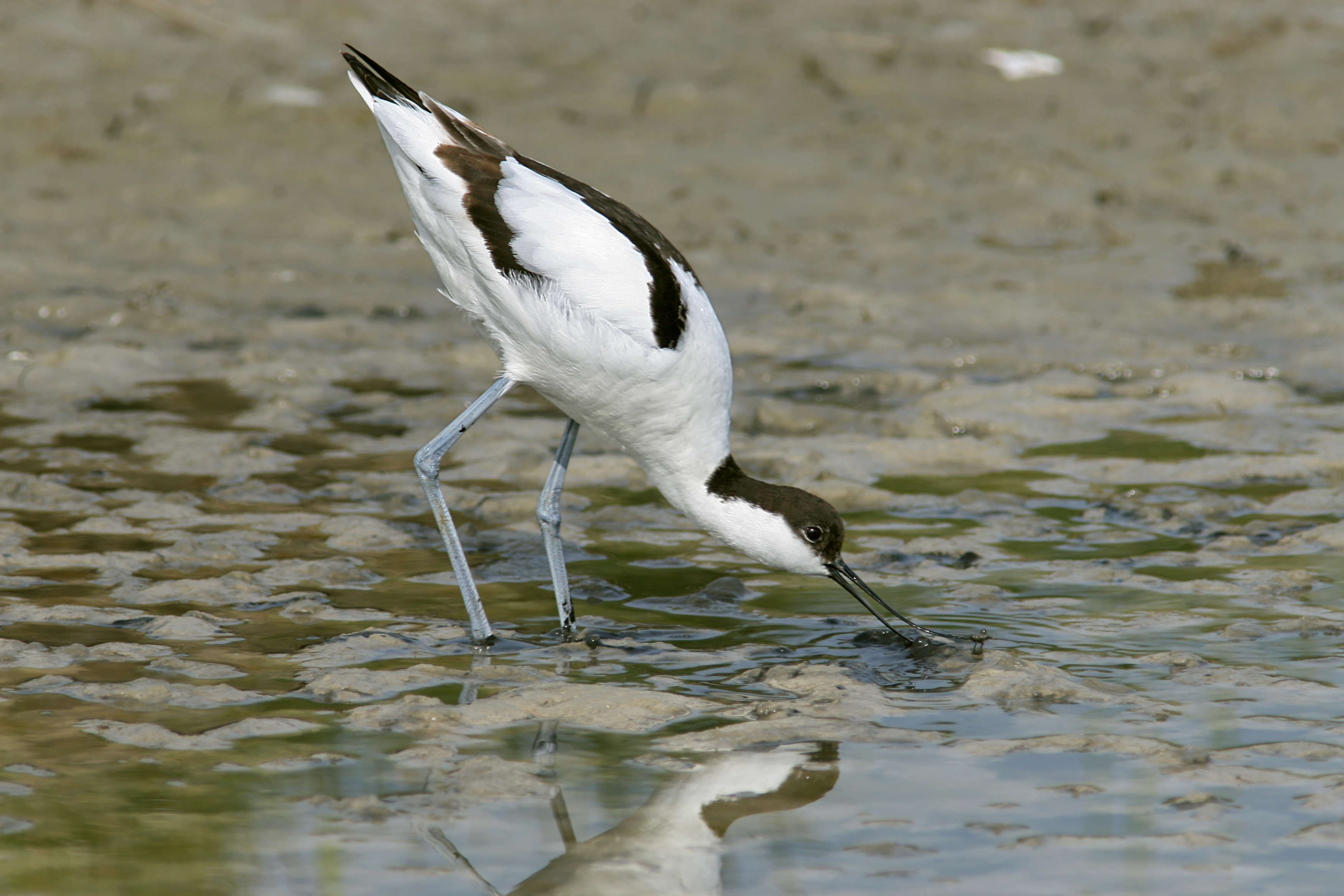
Чоботар (шилодзьобка)
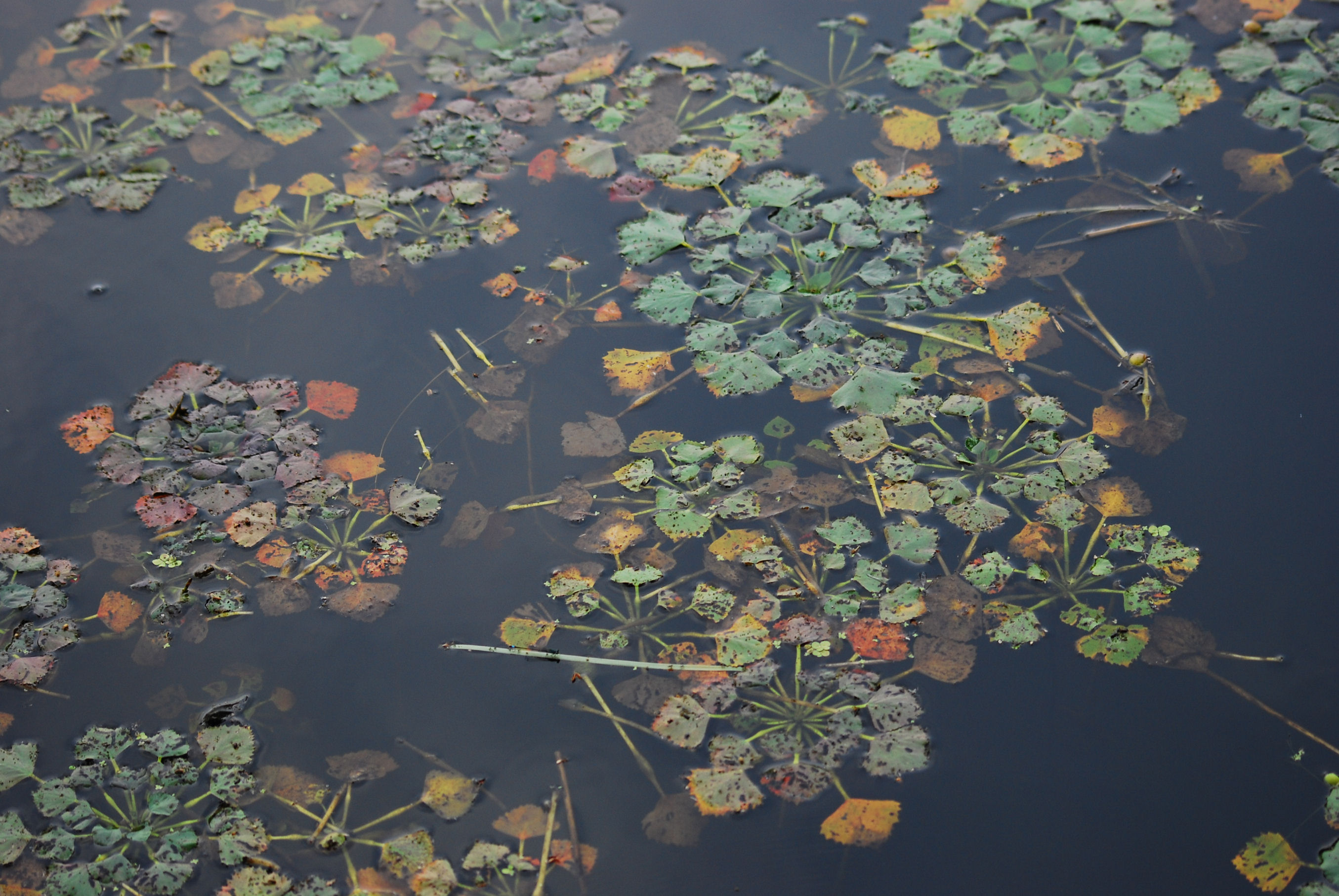
Водяний горіх (чилім)

## Екологія
Задачами роботи заказника є:
- збереження та відтворення об'єктів тваринного і рослинного світу, а також збереження середовища їхнього проживання та підтримка цілісності угрупувань, що склались на території, що входить у межі заказника;
- доведення чисельності кабана до оптимальної, яка б задовольнила розселення у прилеглих до заказника угіддях;
- проведення біотехнічних заходів з ціллю створення найнадійніших умов проживання об'єктів тваринного світу, що охороняються;
- забезпечення встановленого режиму охорони рідкісних та зникаючих видів рослин і тварин;
- систематичне проведення облікових робіт, науково обґрунтоване регулювання чисельності мисливських тварин в установленому порядку;
- співпраця у проведенні науково-дослідницьких робіт без порушення встановленого режиму заказника;
- пропаганда серед населення задах охорони навколишнього середовища, раціонального використання та відтворення природних ресурсів.